# Vintra

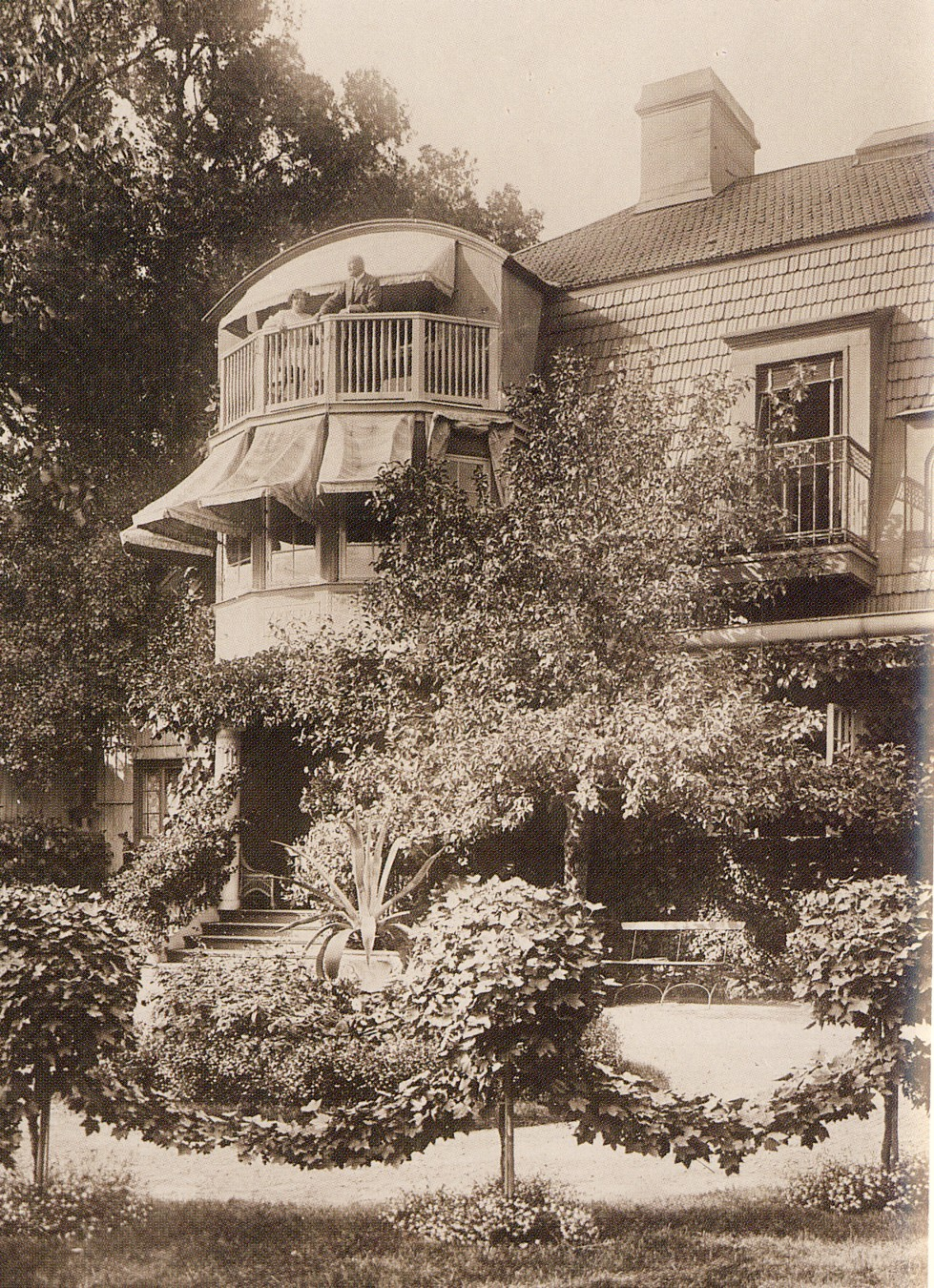
Anna och Ferdinand Boberg på "Vintras" balkong 1912.

Vintra eller Villa Vintra (idag Villa Lindarna) var arkitekt Ferdinand Bobergs och hustrun Annas hem på Södra Djurgården vid nuvarande Djurgårdsvägen 158 intill Ryssviken i Stockholm. Här bodde paret mellan 1903 och 1925.

## Historik
På 1780-talet byggde den ryska affärsmannen Artemi Seminoff en gård i området Alberget. Rester av denna ursprungsbyggnad finns kvar i de båda östra och västra längorna. Efter Seminoffs död var gården sommarnöje för flera olika välbärgade grosshandlarfamiljer. En av de sista var Isaak Hirsch med familj som 1902 sålde egendomen Ahlberget 7 till Ferdinand Boberg. 1903 drog han upp samtliga ritningar till det nya hemmet som de kallade ”Vintra” och samma år stod huset färdigt.

## Vintra

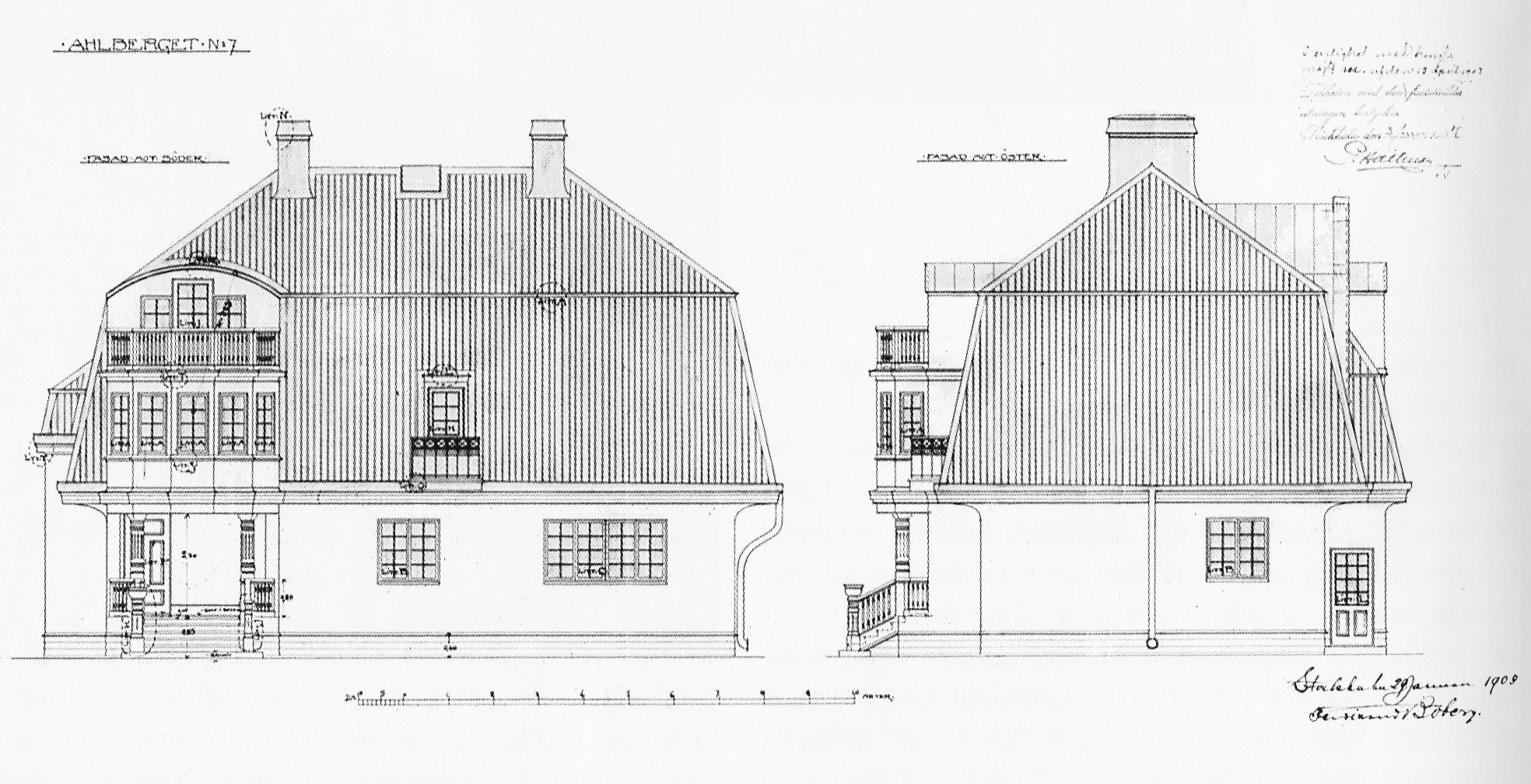
Fasader mot söder och öster, 1903.

Mellan de båda 1700-talslängor lät Boberg uppföra en ny huvudbyggnad. På den låga bottenvåningen placerade han ett högt mansardtak. I husets centrum, en trappa upp, fanns ”allrummet”, ett rum med ett fem meter högt välvt tak som sträckte sig över två våningar. Dagsljuset släpptes in via en enda stor takkupa mot norr och på rummets kortsida fanns en stor öppen spis.  Anna Boberg  (född Scholander) var känd konstnär och allrummet var till en början hennes ateljé. Det stora rummet fungerade utom ateljé även som bibliotek, musikrum, samtalsrum och rökrum. Anna Boberg kallade hemmet ”Vintra” för ”…bara ett rum med sju toaletter”. 1910 byggdes en separat ateljé för henne. Man planerade även att bygga ett torn, men det föll på grund av grannarnas protester. 
I bottenvåningen fanns sal, kök, matsal och jungfrukammare. Sitt eget arkitektkontor hade Ferdinand Boberg i en av de ombyggda 1700-talslängorna.  Längan hade egen entré från gatan, ett långsmalt ritkontor och en modellverkstad. Boberg hade  inte heller långt till sina kungliga uppdragsgivare på Oakhill, Waldemarsudde eller Byströms villa. Även Konstindustriutställningen 1909 vid Biskopsudden, där Boberg var huvudarkitekt, låg inom gångavstånd. 
Husets läge i en södersluttning ner till Saltsjön lämnade plats för en stor trädgård som Anna Boberg skapade. Här placerades även en fontän från Konstindustriutställningen 1909 som fungerade som blickfång. "Vintras" och Bobergs speciella signatur var den södervända entrén placerad under en utbyggnad med balkong. Fönsterbröstningen var smyckad med texten ”VINTRA 1903” och kurbitsmålningar som anknöt till Bobergs rötter i Dalarna.

## Historiska bilder

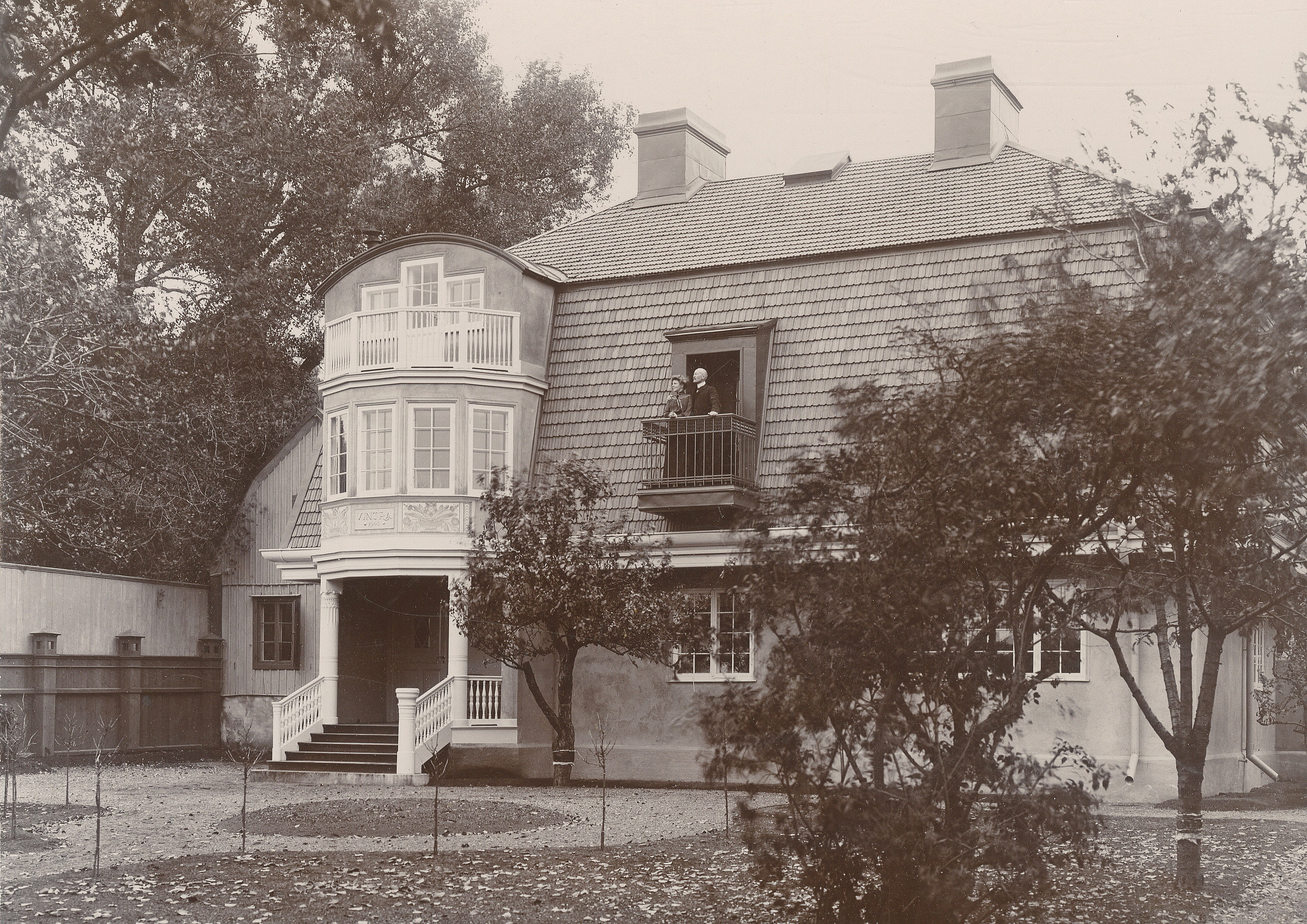
Vintra (nybyggd) 1903
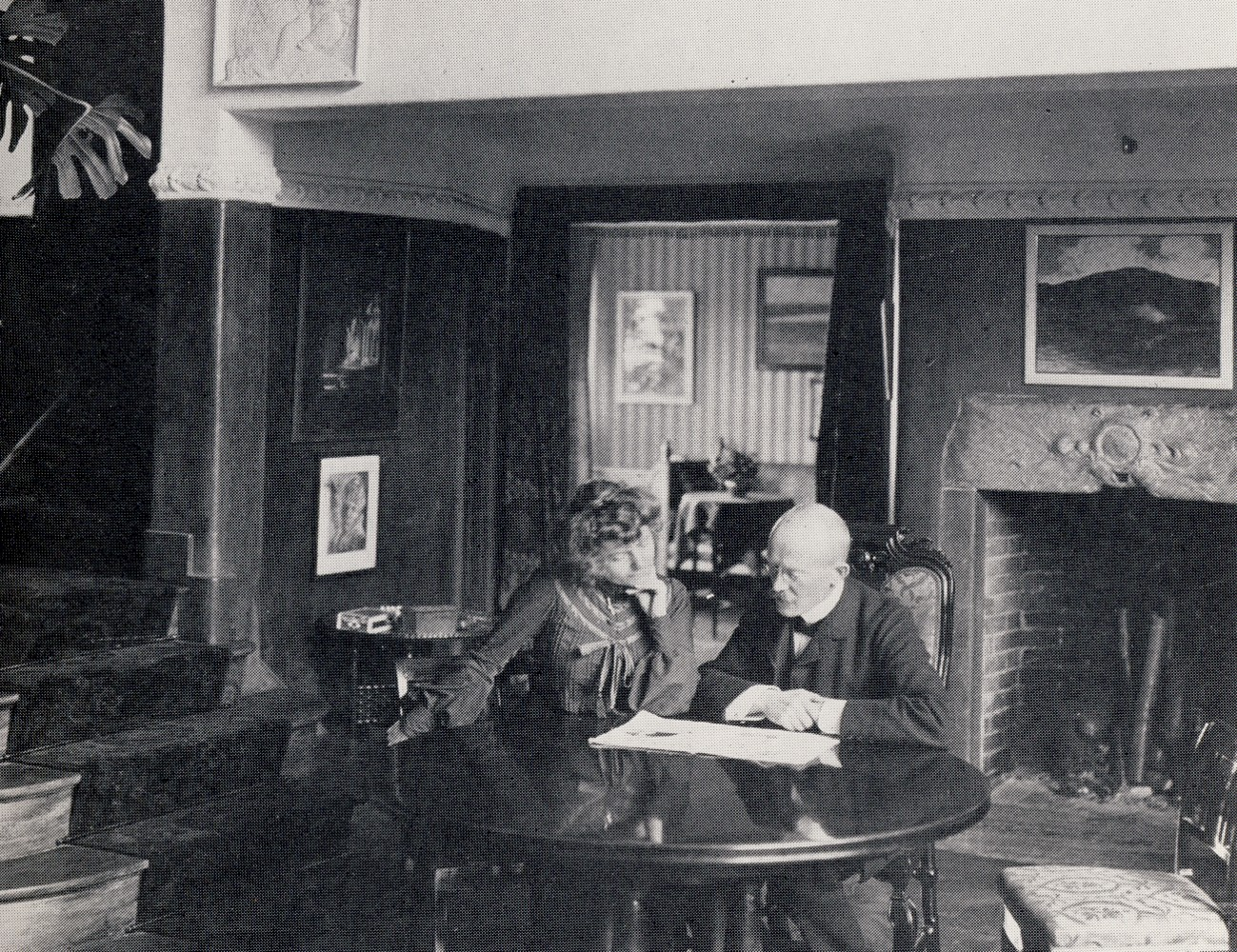
Paret Boberg i allrummet
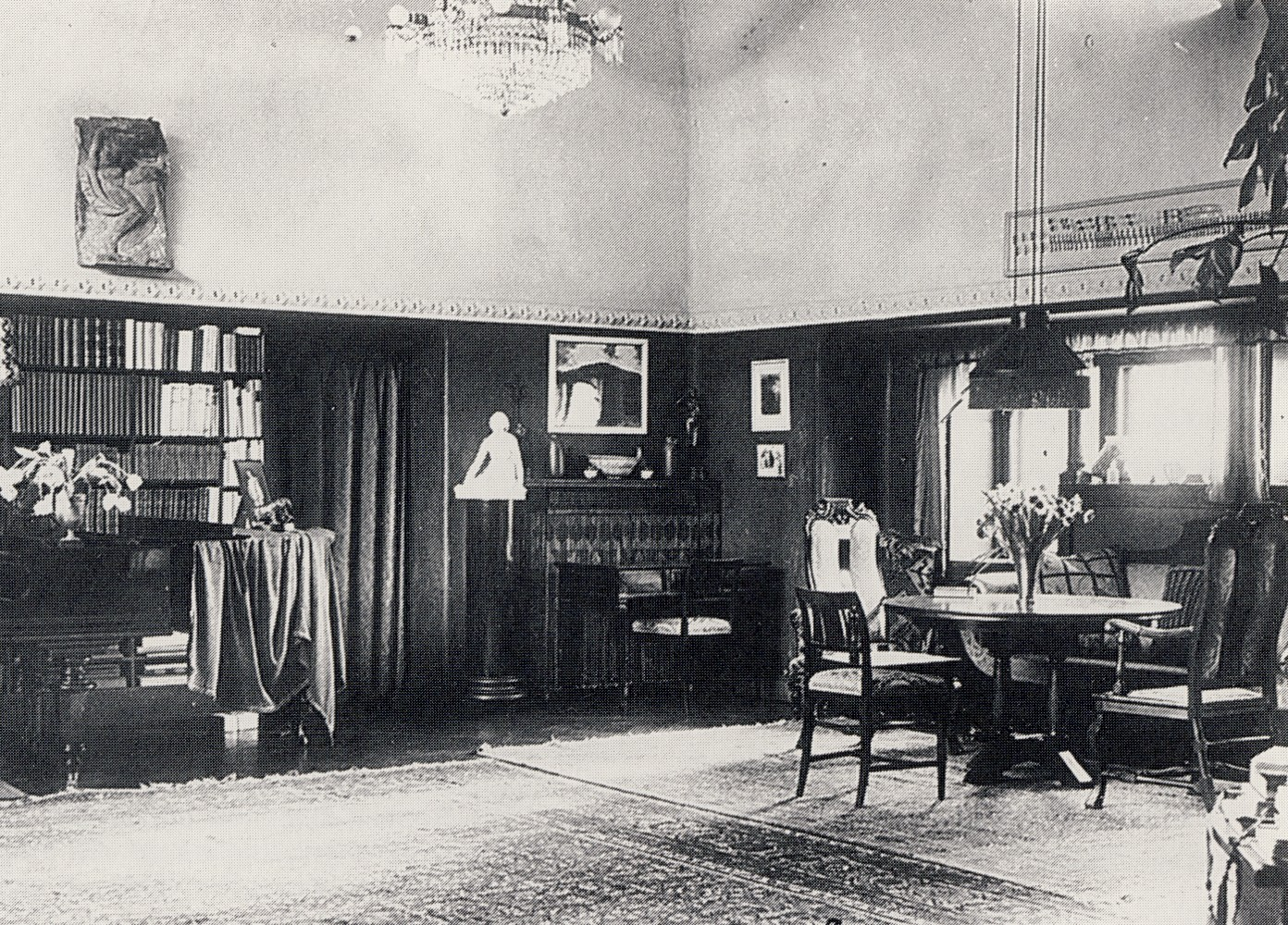
Allrummet
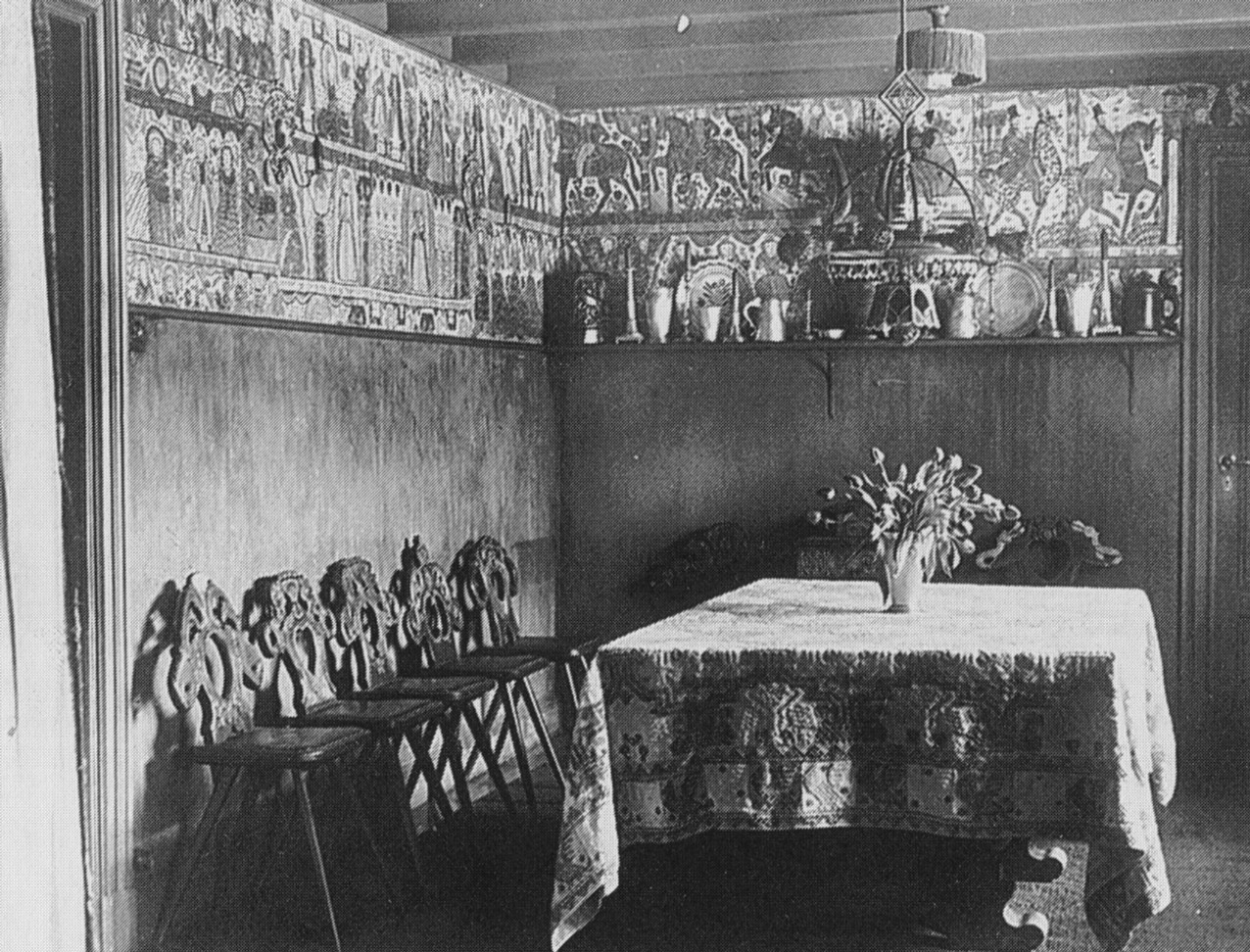
Matrummet

## Villa Lindarna

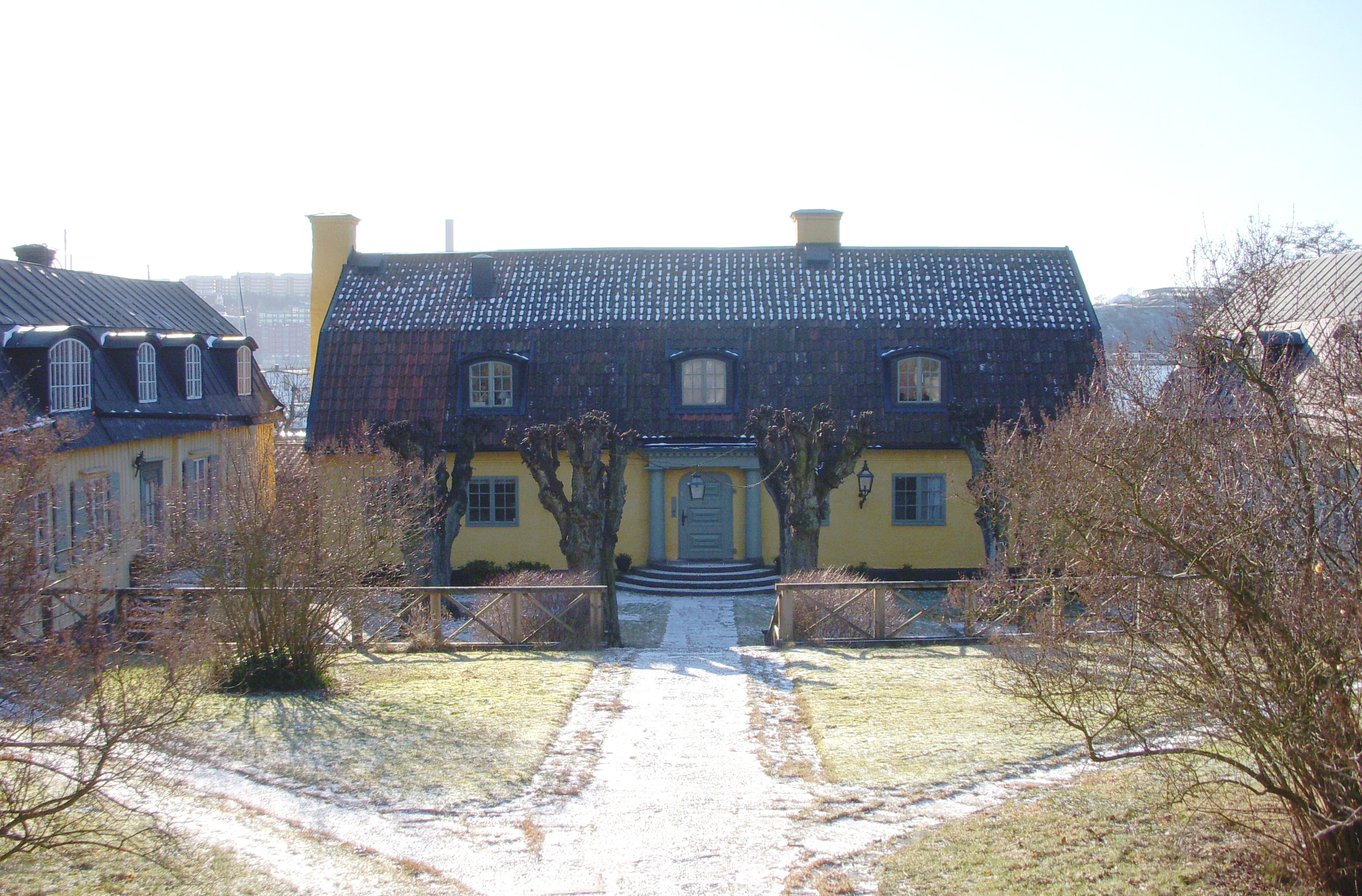
”Villa Lindarna” (f.d. Vintra), 2009.

År 1925 beslöt paret Boberg att flytta till Paris och sålde "Vintra" till friherre Carl von Essen och hustru Ruth, född Wallenberg (dotter till A.O. Wallenberg). Men redan 1927 tillträdde en ny ägare, konstnärinnan Ebba Pauli-Rappe, som lät bygga om huset och kallade det ”Villa Lindarna”. I ett försök att ge huset ett äldre utseende revs allt ut som Bobergs hade skapat; bara en meter av den östra väggen är kvar. Ebba Pauli-Rappe bodde kvar i huset till 1947 och därefter hennes arvingar. Bobergs "Vintra" finns inte längre.